# Phreatia stenophylla
Phreatia stenophylla är en orkidéart som beskrevs av Rudolf Schlechter. Phreatia stenophylla ingår i släktet Phreatia och familjen orkidéer. Inga underarter finns listade i Catalogue of Life.